# 松室重剛
松室 重剛（まつむろ しげただ、1851年 - 1929年〈昭和4年〉）は明治から大正期にかけて活動していた洋画家であり教育者。学習院中等科で西洋画の指導を行っていた。
明治3年に宮内省権内舎人に任じられ、明治6年に慶應義塾に入社し英語と数学を学ぶ。次いで工部美術学校で大鳥圭介に学び、イタリア人のお雇い外国人に学ぶ。学習院中等科でも石膏像を用いた図画教育を取り入れた。